# Sender Scheidt
Der Sender Scheidt ist eine Sendeanlage der Deutschen Funkturm GmbH zur Ausstrahlung von Hörfunksignalen. Bei ihm handelt es sich um einen Typenturm. Er befindet sich auf dem Schwarzenberg nordwestlich der zur Stadt Saarbrücken gehörenden Ortschaft Scheidt.
Der Sender versorgt hauptsächlich das Stadtgebiet von Saarbrücken.

## Frequenzen und Programme

### Analoger Hörfunk (UKW)
| Frequenz (MHz) | Programm          | RDS PS   | RDS PI | Regionalisierung | ERP (kW) | Antennendiagramm rund (ND)/gerichtet (D) | Polarisation horizontal (H)/vertikal (V) |
| -------------- | ----------------- | -------- | ------ | ---------------- | -------- | ---------------------------------------- | ---------------------------------------- |
| 99,6           | Radio Saarbrücken | 99,6_SB_ | 10B7   | –                | 0,1      | D (220–350°)                             | H                                        |